# Gumi-Stadion
Das Gumi-Stadion (kor. 구미종합운동장) ist ein Fußballstadion in der südkoreanischen Stadt Gumi. Das Stadion wurde 1984 erbaut. Der Frauenfußballverein Gumi Sportstoto nutzt das Stadion seit 2016 als Heimspielstätte. Der Verein spielt aktuell (2018) in der WK-League, der höchsten Frauenfußball-Spielklasse Südkoreas.